# Perfluoralkoxy-Polymere

Allgemeine Struktur von Perfluoralkoxy-Polymeren

Perfluoralkoxy-Polymere (Kurzzeichen PFA) sind vollständig fluorierte Kunststoffe, Copolymere aus Tetrafluorethylen (TFE) und Perfluoralkoxyvinylethern, wie z. B. Perfluorvinylpropylether.
Sie sind eine Weiterentwicklung des verbreiteten Sinterwerkstoffes Polytetrafluorethylen (PTFE) und wurden wie dieses zuerst von DuPont auf den Markt gebracht. PFA sind im Gegensatz zu PTFE thermoplastisch verarbeitbar (Spritzgießen, Extrudieren, Schweißen).  Im Vergleich zu PTFE (Teflon) haben PFA bessere Antihafteigenschaften, höhere Chemikalienbeständigkeit, jedoch geringere Kratzfestigkeit.
Markennamen  sind Teflon-PFA, Dyneon-PFA, Hyflon-PFA und Chemfluor-PFA., amboflon-PFA, CONflon-PFA.

## Eigenschaften
PFA hat eine geringe Festigkeit und Härte. Es ist beständig gegen nahezu alle Chemikalien, zeigt eine sehr hohe Temperaturfestigkeit und ist flammwidrig (UL94 V-0). PFA verfügt über einen geringen Reibwert, hat ein weitgehend inertes Verhalten, hohen Gleitverschleiß und eine extrem geringe Adhäsion.
- Übliche Verarbeitungstemperaturen: 380 °C bis 450 °C
- Schmelzpunkt: circa 310 °C
- Einsatztemperatur: −200 °C bis +260 °C
- Reibungskoeffizient dyn trocken: ca. 0,20–0,30
- ausgeprägtes antiadhäsives Verhalten
- geringe Wasseraufnahme (<0,03 %)
- geringe Wärmeleitfähigkeit
- typische Dichte: ca. 2,15 g/cm³

## Verwendung
PFA wird in der Elementspurenanalytik verwendet, um Nachweisgrenzen zu senken. Der Einsatz von PFA-Gefäßmaterialien ist bestens dafür geeignet. Heute wird in der Elementspurenanalytik in Konzentrationen im ng/g (ppb)- und pg/g (ppt)-Bereich gearbeitet. Gefäßmaterialien aus Glas, Quarz, Polyethylen (PE) und Polypropylen (PP) können durch Wechselwirkungen der Gefäßwand mit Probe oder Referenzlösung Konzentrationsänderungen hervorrufen und so Analysenergebnisse verfälschen.
Untersuchungen haben ergeben, dass die Haltbarkeit von niedrig konzentrierten Elementstandards in Gefäßen aus PFA über sehr lange Zeit gewährleistet ist. Der Einsatz von Gefäßen aus PFA ist damit nicht nur aus analytischer Sicht sicherer, sondern auch noch wirtschaftlicher durch die Rationalisierung von Laborabläufen.
Übliche Verwendung für PFA ist, neben der Benutzung als Schlauch- und Fittingwerkstoff für aggressive Chemikalien, die korrosionsfeste Auskleidung im Chemieanlagenbau. Durch das Auskleiden von Bauteilen aus unlegiertem Stahl oder GFK bietet es eine Alternative zu nickelbasierten Werkstoffen wie Hastelloy, Inconel oder Monel. Typische Anwendungen im Chemieanlagenbau sind Gaswäscher, Reaktoren, Behälter, Rohre und Zentrifugen. Mit PFA ausgekleidete Gaswäscher sind in der Regel gegenüber Halogenen beständig. 
In Kohlekraftwerken findet es sich als Auskleidung für Wärmeübertrager. Durch das säurefeste PFA können Rohgasströme unter den Kondensationspunkt abgekühlt werden, ohne dass der Wärmeübertrager Schaden nimmt. Dadurch kann der Wirkungsgrad eines Kraftwerkes gesteigert werden.
Weitere Bezeichnungen sind Perfluoralkoxy-Copolymer, Perfluoralkoxypolymer und Perfluoralkoxy-Copolymerisat.